# Sevron
Le Sevron est une rivière de l'Est de la France, des régions Auvergne-Rhône-Alpes et Bourgogne-Franche-Comté, dans les deux départements Ain et Saône-et-Loire. C'est un affluent du Solnan en rive gauche, donc un sous-affluent du Rhône par le Solnan, la Seille et la Saône.

## Hydronymie
Selon Ernest Nègre le nom du Sevron est tiré de la racine préceltique *Sab, désignant un élément liquide, suc, jus, et sève, avec le suffixe ara, également préceltique.

## Géographie

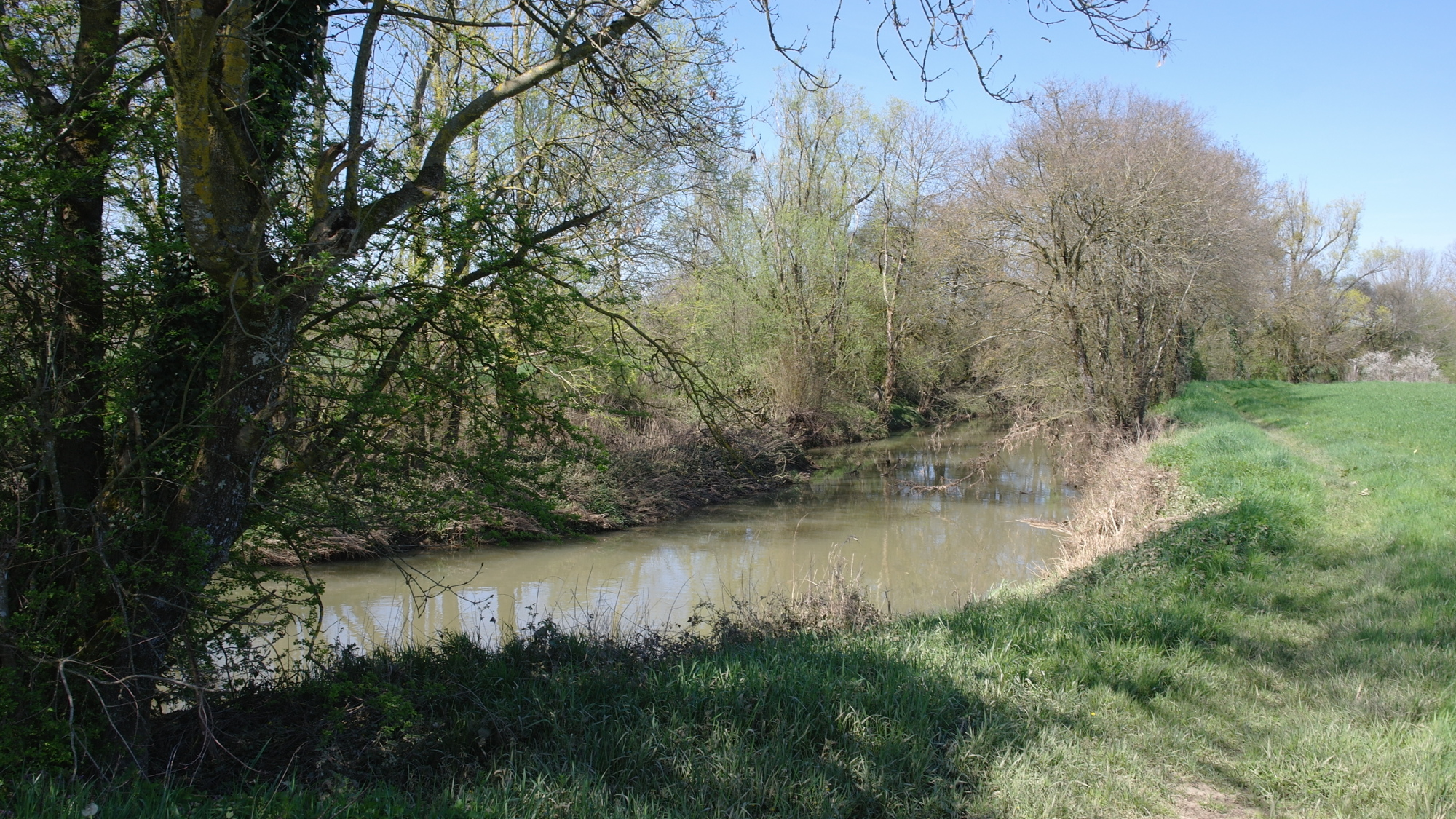
Le Sevron à Varennes-Saint-Sauveur, non loin du bourg.

Il prend sa source à Val-Revermont dans le département de l’Ain, au lieu-dit Mongéfond, entre le bois de la Grillière et au bout du Bois de Faillole, à 340 m d'altitude près du lieu-dit Près de l'Orme (404 m).
De 54,6 km de longueur, le Sevron coule globalement du sud vers le nord. Il traverse jusqu'à Meillonnas le Revermont, puis coule dans la plaine de la Bresse jusqu'à sa confluence. Il est à moins de 100 mètres de l'autoroute A39 - ou autoroute verte desservant Dijon, Dole et Bourg-en-Bresse - sur les communes de Pirajoux et Marboz, et passe dessous au nord du bois de Marmont.
Il se jette dans le Solnan en rive gauche, dans le département de Saône-et-Loire au sud-ouest de Frontenaud, près des lieux-dits Pré Conflans et la Petite Gravière, à 184 m d'altitude, au nord-est de la commune de Varennes-Saint-Sauveur.

### Communes et cantons traversés
Dans les deux départements de l'Ain et de Saône-et-Loire, le Solnan traverse neuf communes (une seule en Saône-et-Loire : la confluence), dans quatre cantons, dans le sens amont vers aval, de Meillonnas (source), Pirajoux, Val-Revermont, Saint-Étienne-du-Bois, Bény, Cormoz, Marboz, Beaupont, Varennes-Saint-Sauveur (confluence).
Soit en termes de cantons, le Sevron prend source dans le canton de Treffort-Cuisiat, traverse les canton de Coligny, canton de Saint-Trivier-de-Courtes, conflue dans le canton de Cuiseaux, le tout dans les arrondissements de Bourg-en-Bresse et de Louhans.

### Bassin versant
Le Sevron traverse une seule zone hydrographique Le Solnan du Seuvron inclus à la Vallière (U344) de 525 km2 de superficie. Ce bassin versant est composé à 67,04 % de « territoires agricoles », à 29,32 % de « forêts et milieux semi-naturels », à 3,57 % de « territoires artificialisés », à 0,06 % de « territoires agricoles ».

### Organisme gestionnaire
L'organisme gestionnaire est le Syndicat Intercommunal d'Aménagement et d'Entretien du Sevron et du Solnan sis à Pirajoux.

## Affluents
Le Sevron a onze affluents référencés :
- le Bief des Chaises (rd[note 1]), 5,6 km, sur la seule commune de Val-Revermont avec trois affluents :
  - le Nacarètan (rg),4,3 km, sur la seule commune de Val-Revermont.
  - le Bief de Lunant (rg), 3,6 km, sur la seule commune de Val-Revermont.
  - le Bief des Clavelières (rg), 2,9 km, sur les deux communes de Val-Revermont et Meillonnas.
- le Bief de Charine (rg), 5,2 km, sur les trois communes de Val-Revermont, Saint-Etienne-du-Bois et Meillonnas.
- le Bief des Eaux (rd), 2,7 km, sur la seule commune de Val-Revermont.
- le Bief du Bois Tharlet (rg), 6,8 km, sur les deux communes de Saint-Etienne-du-Bois et Meillonnas.
- le Bief des Biétonnais (rg), 1,5 km, sur les deux communes de Marboz et Bény avec un affluent :
  - le Ruisseau de Fraidegue (rd), 1,9 km, sur la seule commune de Bény.
- le Bief de Malaval (rg), 8,1 km, sur les trois communes de Marboz, Etrez et Cras-sur-Reyssouze avec trois affluents :
  - le Bief de Guèdon (rd), 4,9 km, sur les quatre communes de Marboz, Cras-sur-Reyssouze, Attignat, Viriat
  - la Durlande ou ruisseau des Renardières (rd) 16,1 km, sur les cinq communes de Marboz, Saint-Etienne-du-Bois, Viriat, Meillonnas, Jasseron.
  - le Bief des Blancs (rd) 3,4 km, sur les trois communes de Marboz, Bény,Saint-Etienne-du-Bois.
- le Bief du Montet (rg), 3,8 km, sur la seule commune de Marboz.
- le Bief de l'Allo (rd), 1,7 km, sur les trois communes de Pirajoux, Marboz et Villemotier.
- le Bief des Rivons ou bief de la Noire Vavre (rg), 3,5 km, sur les deux communes de Pirajoux, Marboz.
- Le Bief d'Avignon ou bief des Basses Vavres ou bief de la Forêt ou Bief de l'Enfer (rg), 15 km, sur les quatre communes de Pirajoux, Foissiat, Marboz, Cormoz, qui conflue au sud de Cormoz avec deux affluents :
  - le Bief des Favières (rg), 4,5 km sur la seule commune de Foissiat.
  - le ruisseau de Belle Vavre (rg), 1,5 km sur les deux communes de Foissiat et Cormoz
- le Bief de Servillat (rd), 1,2 km sur les deux communes de Varennes-Saint-Sauveur et Beaupont avec un étang entre les Rippes des Bois et le Bois du Bourdet.

Géoportail ajoute le ruisseau de France (rg) 0,8 km sur la seule commune de Maillonnas.

### Rang de Strahler
Le rang de Strahler est donc de trois.

## Hydrologie

### Le Sevron à Varennes-Saint-Sauveur
Le débit du Sevron a été observé pendant une période de 19 ans (1995-2013), à Varennes-Saint-Sauveur, localité du département de Saône-et-Loire, située au niveau de son confluent avec le Solnan. Le bassin versant de la rivière est de 183 km2 et à 184 m d'altitude.
Le module de la rivière à Varennes-Saint-Sauveur est de 2,96 m3/s.
Le Sevron présente des fluctuations saisonnières de débit importantes, avec des hautes eaux d'automne et d'hiver caractérisées par des débits mensuels moyens allant de 4,02 à 5,73 m3/s, de novembre à avril inclus (avec deux maxima : le premier en novembre et le second en janvier). Dès mars cependant le débit diminue légèrement, puis chute en mai et baisse rapidement jusqu'aux basses eaux. Celles-ci se déroulent en été de juin à septembre, avec une baisse du débit moyen mensuel allant jusqu'au niveau de 0,412 m3/s au mois d'août, ce qui reste assez consistant. Mais ce ne sont que des moyennes, et les variations de débit peuvent être bien plus importantes sur de plus courtes périodes ou selon les années.

### Étiage ou basses eaux
Ainsi le VCN3 peut chuter jusque 0,071 m3/s, en cas de période quinquennale sèche, soit 71 litres par seconde, ce qui peut être considéré comme étiage sévère.

### Crues
D'autre part les crues peuvent être importantes. Les QIX 2 et QIX 5 valent respectivement 56 et 84 m3/s. Le QIX 10 vaut 100 m3/s, tandis que le QIX 20 se monte à 120 m3/s. Enfin le QIX 50 n'a pas été calculé faute de durée d'observation suffisante pour le déterminer valablement.
Le débit instantané maximal enregistré à Varennes-Saint-Sauveur a été de 149 m3/s le 25 octobre 1999, tandis que la valeur journalière maximale était de 121 m3/s le même jour, et que la hauteur maximale instantanée atteignait, toujours le même jour, la valeur de 421 cm soit 4,21 m. En comparant le premier de ces chiffres aux valeurs des différents QIX de la rivière, il apparaît que cette crue d'octobre 1999 était supérieure aux prévisions calculées sur base du QIX 20 et devrait être d'ordre cinquantennale.

### Lame d'eau et débit spécifique
La lame d'eau écoulée dans le bassin versant du Sevron est de 549 millimètres annuellement. Le débit spécifique (ou Qsp) se monte à 17,4 litres par seconde et par kilomètre carré de bassin.

## Aménagements et écologie

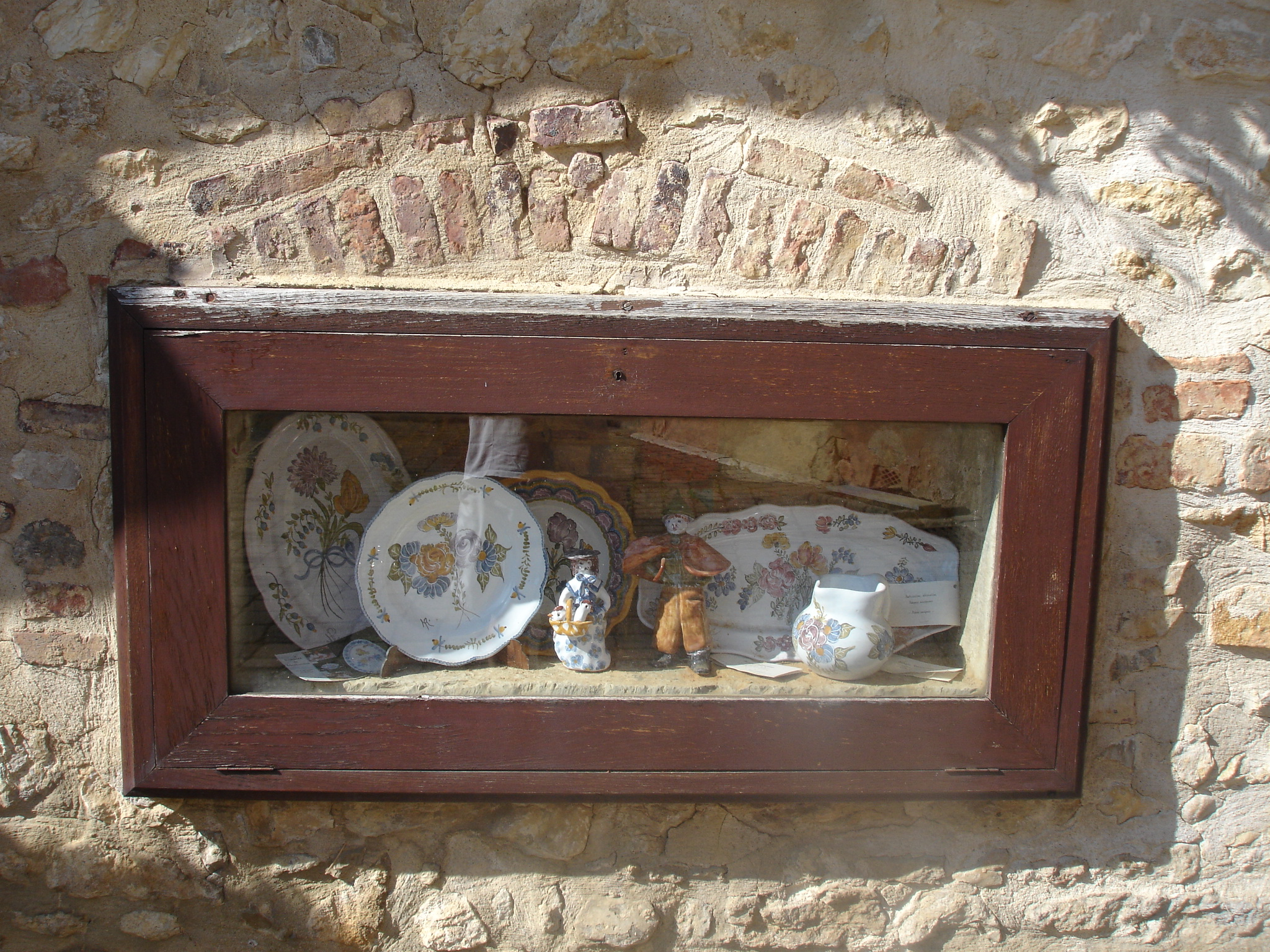
Exposition de faïence à Meillonnas.

Sur son cours on trouve les lieux-dits : le moulin de la Chanée (Cormoz), un élevage piscicole (entre le Petit Ronjon et les Montets), le moulin de Bevey, le moulin Niat, une ancienne mine (Marboz), un barrage, le moulin de Marmont, le moulin Blanc, le moulin Chaffoux, la Sablière, le moulin de Lionnière, le moulin de la Serre, le moulin Tabouret, le moulin des Chaises, le moulin des Grobes, le moulin du Thou, le moulin d'en bas, une ancienne faïencerie à Meillonnas.

### Pêche et AAPPMA
L'AAPPMA dont dépend le Sevron est le Sevron Aval.

### Écologie
Le Sevron fait partie d'une vaste ZNIEFF de type II, de 16 284 hectares, décrite depuis 2007, sur vingt communes n° 820030893 : vallées du Sevron, du Solnan et massifs boisés alentour.